# 県道137号 (台湾)
県道137号（けんどう137ごう）は、彰化県彰化市から彰化県二水郷を結ぶ、全長34.0kmの台湾の県道である。

## 通過する自治体
- 彰化県
  - 彰化市
  - 花壇郷
  - 大村郷
  - 員林鎮
  - 社頭郷
  - 田中鎮
  - 二水郷

## 接続する道路
- 台1線
- 県道144甲線
- 台74甲線
- 県道146号
- 県道148号
- 県道144号
- 台76線
- 県道150号
- 県道152号

## 施設
- 白沙国小学校
- 白沙国中学校
- 東山国小学校